# La Prise de pouvoir par Louis XIV
Pour plus de détails, voir Fiche technique et Distribution.
La Prise de pouvoir par Louis XIV est un téléfilm réalisé par Roberto Rossellini pour la télévision française en 1966, reconstitution historique qui brosse le portrait du Roi soleil à l'aube de son règne.

## Histoire
À la mort du cardinal Mazarin en 1661, le jeune Louis XIV annonce à sa mère Anne d'Autriche et aux ministres sa décision de gouverner seul (absolutisme). S'appuyant sur Colbert, le jeune roi fait arrêter Fouquet, coupable de concussion. Le roi fait commencer les travaux de son nouveau palais à Versailles, œuvre de propagande royale devant impressionner l'Europe entière. La cour est domestiquée.

## Fiche technique
- Réalisation : Roberto Rossellini, assisté de Renzo Rossellini
- Scénario : Philippe Erlanger[1], Jean Gruault
- Producteur : Claude Baks
- Production : ORTF
- Photographie : (Eastmancolor) Georges Leclerc
- Pays d'origine : France
- Durée : 90 minutes
- Date de sortie : 1966

## Distribution
- Jean-Marie Patte : Louis XIV
- Raymond Jourdan : Colbert
- Giulio Cesare Silvagni : Mazarin
- Katharina Renn : Anne d'Autriche
- Dominique Vincent : Madame du Plessis
- Pierre Barrat : Fouquet
- Fernand Fabre : Le Tellier
- Françoise Ponty : Louise de La Vallière
- Joëlle Laugeois : Marie-Thérèse d'Autriche
- Jacqueline Corot : Mme Henriette
- Maurice Barrier : D'Artagnan
- François Mirante : M. de Brienne